# Nomada rubrica
Nomada rubrica là một loài Hymenoptera trong họ Apidae. Loài này được Provancher mô tả khoa học năm 1896.